# زيلينيكوفو
زيلينيكوفو (Зелениково) هي مدينة في مقاطعة سكوبجي في جمهورية مقدونيا.
يبلغ عدد سكانها حوالي 3926   نسمة.